# Philippe Caroit
Philippe Caroit (París, 29 de septiembre de 1959) es un actor, pintor y escritor francés.

## Biografía
Caroit nació en París, y es el cuarto de siete hijos. En su adolescencia comenzó a desarrollar una pasión por viajar, visitar nuevos lugares y conocer gente, lo que le llevó a aprender varios idiomas. Después de terminar la escuela, comenzó a estudiar medicina siguiendo los pasos de su padre. En el tercer año de sus estudios, ingresó en el Conservatorio de Montpellier, donde descubrió su pasión por el teatro. De regreso en París, continuó estudiando medicina y teatro, hasta que en el sexto año de medicina y mientras trabajaba en un hospital del distrito catorce de París, decidió abandonar los estudios para dedicarse por completo a ser actor, incorporándose al Théâtre de Soleil de Ariane Mnouchkine.

## Carrera artística
Su primer papel en el cine fue en la película “La Femme de l’aviateur” (“La mujer del aviador”) dirigida por Eric Rohmer en 1981. Al año siguiente debutó en televisión en “Les ombres” de Jean Claude Brisseau. A estos le siguieron más de 100 papeles en películas tanto francesas como extranjeras, para cine y televisión por todo el mundo, ya que Caroit habla inglés, alemán, italiano y español. En 1999 dirigió su primer cortometraje “Faire-part” protagonizado por Christine Murillo, Antoine Dulery y Caroline Tresca.
Más allá de sus papeles en cine y la televisión, él continuó haciendo teatro. Entre sus papeles más destacados está Jesús en “Un homme nomme Jesus” (“Un hombre llamado Jesús” en el Palais des Sports de París; la obra entró en el Libro Guiness por romper todos los récords de asistencia) y Seznec en “Seznec”, ambos con Robert Hossein o Marc en “La Societe des Loisirs”, obra de teatro escrita por François Archambault, que Caroit adaptó.
Caroit ha escrito y adaptado guiones para teatro ("La Societe de Loisirs" y "Tu Te Souviendras de Moi"), televisión ("Le Mystere des Carpates" para la serie de televisión "Cancoon") y cine ("Faire-part"). Su proyecto más reciente es "Paillettes" (antes “Le Chapon”).
“La maldición del caracol” ("La malediction de l'escargot"), su primera novela, fue publicada por Anne Carrière en noviembre de 2020. La edición de bolsillo del libro está disponible a partir de junio de 2023 (publicada por Bonneton).

## Vida privada
Caroit tiene una hija, Blanche, de su matrimonio con Caroline Tresca. Desde diciembre de 2022, también es padre de un niño llamado Lucien. En su tiempo libre a Caroit le gusta pintar, estando sus obras influenciadas por el expresionismo alemán, el fauvismo y Les Nabis.

## Cinema
- 1981 : La Femme de l'aviateur (director: Éric Rohmer)
- 1982 : Enigma (director: Jeannot Szwarc)
- 1983 : Liberty belle (director: Pascal Kané)
- 1984 : Par où t'es rentré ? On t'a pas vu sortir (director: Philippe Clair)
- 1986 : Deux enfoirés à Saint-Tropez (director: Max Pécas)
- 1987 : La Rumba (director: Roger Hanin)
- 1987 : En toute innocence (director: Alain Jessua)
- 1988 : In extremis (director: Olivier Lorsac)
- 1989 : Cher frangin (director: Gérard Mordillat)
- 1991 : Milena (director: Véra Belmont)
- 1992 : Les Eaux dormantes (director: Jacques Tréfouël)
- 1993 : Vortice mortale (director: Ruggero Deodato)
- 2000 : Les Savates du bon Dieu (director: Jean-Claude Brisseau)
- 2006 : Come le formiche (director: Ilaria Borrelli)
- 2006 : Je pense à vous (director: Pascal Bonitzer)
- 2008 : Les Randonneurs à Saint-Tropez (director: Philippe Harel)
- 2009 : Tricheuse (director: Jean-François Davy)
- 2013 : Retour à la vie (director: Ilaria Borrelli)
- 2014 : Valentin Valentin (director: Pascal Thomas)
- 2017 : Vive la crise (director: Jean-François Davy)
- 2017 : L'Orage Africain - Un continent sous influence (director: Sylvestre Amoussou)
- 2018 : Moi et le Che (director: Patrice Gautier)
- 2019 : Maria, Regina României (director: Alexis Cahill)
- 2021 : And he said yes (director: Gintare Parulyte)
- 2023 : Ténèbres (director: Clément Poirier)

## Televisión
- 1981 : Télévision de chambre – Episodio: Les ombres (director: Jean-Claude Brisseau)
- 1982 : Les Secrets de la princesse de Cadignan (director: Jacques Deray)
- 1982 : Marion - Episodio: Qui trop efface (director: Jean Pignol)
- 1983 : Les beaux quartiers (director: Jean Kerchbron)
- 1985 : Le Diable dans le bénitier (director: Jean L'Hôte)
- 1986 : Série rose - Episodio: Le Libertin de qualité (director: Juan Luis Buñuel)
- 1986 : Série noire – Episodio: La nuit du flinguer (director: Pierre Grimblat)
- 1988 : Melba (director: Roger McDonald)
- 1988 : Sueurs froides – Episodio: Coup de pouce (director: Josée Dayan)
- 1989-1990 : V comme vengeance (diferentes directores)
- 1989-1991 : Coplan (diferentes directores)
- 1992 : Missione d'amore (director: Dino Risi)
- 1992 : Counterstrike – Episodio: The Sting (director: René Bonnière)
- 1993 : Les Grandes Marées (director: Jean Sagols)
- 1993 : El Siglo de las luces (director: Humberto Solás)
- 1995 : Le grand feu (director: Fabrizio Costa)
- 1995-2001 : Les Bœuf-carottes (diferentes directores)
- 1993-1994 : Cancoon (director: Jean Sagols y Paolo Barzman)
- 1999 : Tramontane (director: Henri Helman)
- 1999 : L'Immortelle (director: Georges Mendeluk)
- 2000 : La tribu de Zoé (director: Pierre Joassin)
- 2001 : Méditerranée (director: Henri Helman)
- 2002 : Il bello delle donne – Episodio: Marzo-madre e figlia (director: Luigi Parisi)
- 2003 : Le Bleu de l'océan (director: Didier Albert)
- 2003 : Une femme si parfaite (director: Bernard Uzan)
- 2003 : Spooks/MI-5 – Episodio: Clear Skin (director: Ciaran Donnelly)
- 2004 : Imperium: Nero (director: Paul Marcus)
- 2005 : Un transat pour huit (director: Pierre Joassin)
- 2005 : Trois femmes… un soir d'été (director: Sébastien Grall)
- 2005 : Sauveur Giordano (director: Klaus Biedermann)
- 2005 : La Voie de Laura (director: Gérard Cuq)
- 2005 : Trois femmes flics (director: Philippe Triboit)
- 2006 : Joséphine, ange gardien - Episodio: La couleur de l'amour (director: Laurent Levy)
- 2007 : Chassé croisé amoureux (director: Gérard Cuq)
- 2007-2010 : RIS police scientifique (diferentes directores)
- 2011 : Camping Paradis - Episodio: Miracle au camping (director: Philippe Proteau)
- 2011 : Merci Patron (director: Pierre Joassin)
- 2011 : Commissaire Magellan - Episodio: Mort subite (director: Etienne Dhaene)
- 2012 : Toussaint Louverture (director: Philippe Niang)
- 2013 : Joséphine, ange gardien - Episodio: En roue Libre (director: Philippe Proteau)
- 2014 :  Die Staatsaffäre (director: Michael Rowitz)
- 2014 : Crimes et botanique - Episodio: Le Jardin des papillons noirs (director: Bruno Garcia)
- 2015 : Meurtres à La Rochelle (director: Étienne Dhaene)
- 2016 : Mallory (director: François Guérin)
- 2017 : Camping Paradis - Episodio: Miss Camping (director: Marwen Abdallah)
- 2017 : Le Prix de la vérité (director: Emmanuel Rigaut)
- 2017-2020 : Über die Grenze (director: Michael Rowitz)
- 2017 : Munch (director: Nicolas Guicheteau)
- 2018-2020 : Crimes Parfaits (diferentes directores)
- 2019 : La Malédiction du volcan (director: Marwen Abdallah)
- 2020 : Meurtres à Cayenne (director: Marc Barrat)
- 2022 : Cassandre - Episodio: Les régates (director: Eric Le Roux)
- 2024: Parizot (director: Nicolas Copin)
- 2024: À qui profite le doute ? (director: Stéphanie Tchou-Cotta)
- 2025: Meurtres à Saint-Martin (director: François Guérin)
- 2025: Les Mystères des grottes du Régulus (director: Lorie Pester)